# Итапуан-ду-Уэсти

Итапуан-ду-Уэсти на карте штата.

Итапуан-ду-Уэсти (порт. Itapuã do Oeste)  —  муниципалитет в Бразилии, входит в штат Рондония. Составная часть мезорегиона Мадейра-Гуапоре. Входит в экономико-статистический  микрорегион Порту-Велью. Население составляет 8 566 человек на 2010 год. Занимает площадь 4 081,58 км². Плотность населения — 2,1 чел./км².

## Демография
Согласно сведениям, собранным в ходе переписи 2010 г. Национальным институтом географии и статистики (IBGE), население муниципалитета составляет:
| Полное население                               | Полное население                               | Полное население                               | Полное население                               | 8 566 |
| ---------------------------------------------- | ---------------------------------------------- | ---------------------------------------------- | ---------------------------------------------- | ----- |
| в том числе:                                   | Городское население                            | 5 222                                          | Процент городского населения, %                | 60,96 |
|                                                | Сельское население                             | 3 344                                          | Процент сельского населения, %                 | 39,04 |
|                                                | Мужское население                              | 4 565                                          | Процент мужского населения, %                  | 53,29 |
|                                                | Женское население                              | 4 001                                          | Процент женского населения, %                  | 46,71 |
| Плотность населения, чел/км²                   | Плотность населения, чел/км²                   | Плотность населения, чел/км²                   | Плотность населения, чел/км²                   | 2,10  |
| Население муниципалитета в % к населению штата | Население муниципалитета в % к населению штата | Население муниципалитета в % к населению штата | Население муниципалитета в % к населению штата | 0,55  |

По данным оценки 2015 года население муниципалитета составляет 9 995 жителей.

## Статистика
- Валовой внутренний продукт на 2004 составляет 47.420.000,00 реалов (данные: Бразильский институт географии и статистики).
- Валовой внутренний продукт на душу населения на 2004 составляет 5.453,00 реалов (данные: Бразильский институт географии и статистики).
- Индекс развития человеческого потенциала на 2000 составляет 0,702 (данные: Программа развития ООН).

## География
Климат местности: экваториальный. В соответствии с классификацией Кёппена, климат относится к категории Am.

## Важнейшие населенные пункты
| № | Населённый пункт | Населённый пункт (порт.) | Категория | Население чел. (2010) | На карте                       |
| - | ---------------- | ------------------------ | --------- | --------------------- | ------------------------------ |
| 1 | Итапуан-ду-Уэсти | Itapuã do Oeste          | город     | 5222                  | 9°11′07″ ю. ш. 63°11′09″ з. д. |